# Definizioni della funzione esponenziale
Nella matematica, la funzione esponenziale (fra le infinite funzioni esponenziali di base {\displaystyle a} positiva diversa da 1 s'intenderà nel seguito quella "naturale" ossia con base {\displaystyle e=2,718281\ldots }) può essere caratterizzata in vari modi. Le seguenti definizioni sono le più comuni. Questo articolo discute il motivo per cui ogni caratterizzazione ha senso, e del perché ogni definizione implica l'altra. Come caso speciale di queste considerazioni, si vedrà che le tre definizioni più comuni della costante matematica e sono anche equivalenti tra di loro.

## Definizioni più comuni
Le sei più comuni definizione della funzione esponenziale {\displaystyle \exp(x)=e^{x}} con {\displaystyle x} reale sono:
1. Si definisce {\displaystyle e^{x}} come il limite
{\displaystyle e^{x}=\lim _{n\to \infty }\left(1+{\frac {x}{n}}\right)^{n}.}
2. Si definisce {\displaystyle e^{x}} come il valore della serie
{\displaystyle e^{x}=\sum _{n=0}^{\infty }{x^{n} \over n!}=1+x+{\frac {x^{2}}{2!}}+{\frac {x^{3}}{3!}}+{\frac {x^{4}}{4!}}+\cdots }
(Con {\displaystyle n!} si indica il fattoriale di {\displaystyle n}. Una dimostrazione che e è irrazionale utilizza questa rappresentazione.)
3. Si definisce {\displaystyle e^{x}} come l'unico numero {\displaystyle y>0} tale che
{\displaystyle \int _{1}^{y}{\frac {dt}{t}}=x.}
Ne deriva che è l'inversa della funzione logaritmo naturale, che è definita da questo integrale.
4. Si definisce {\displaystyle e^{x}} come l'unica soluzione del problema di Cauchy
{\displaystyle y'=y,\quad y(0)=1.}
({\displaystyle y'} denota la derivata di {\displaystyle y}.)
5. La funzione esponenziale {\displaystyle f(x)=e^{x}} è l'unica funzione misurabile secondo Lebesgue con {\displaystyle f(1)=e} che soddisfa
{\displaystyle f(x+y)=f(x)f(y){\text{ per ogni }}x{\text{ e }}y}
(Hewitt and Stromberg, 1965, esercizio 18.46).  Alternativamente, è l’unica funzione continua "da qualche parte" con queste proprietà (Rudin, 1976, capitolo 8, esercizio 6).  Il termine "continua da qualche parte" significa esiste almeno un punto {\displaystyle x} in cui {\displaystyle f(x)} è continua. Come mostrato sotto, se {\displaystyle f(x+y)=f(x)f(y)} per ogni {\displaystyle x} e {\displaystyle y} e inoltre {\displaystyle f(x)} è continua in un punto {\displaystyle x} allora {\displaystyle f(x)} è necessariamente continua ovunque.
(Come controesempio, se non la continuità o la misurabilità, è possibile dimostrare l'esistenza di una funzione non misurabile e discontinua ovunque con questa proprietà usando una base di Hamel per i numeri reali sul campo dei razionali, come descritto da Hewitt e Stromberg.)
Poiché {\displaystyle f(x)=e} per {\displaystyle x} razionali per la proprietà precedente (vedere sotto), si potrebbe anche usare la monotonicità o altre proprietà per rinforzare la scelta di {\displaystyle e^{x}} per numeri irrazionali, ma tali alternative si rivelano insolite.
Si possono anche sostituire le condizioni che {\displaystyle f(1)=e} e che {\displaystyle f} sia una funzione misurabile secondo Lebesgue o continua da qualche parte con la singola proprietà {\displaystyle f'(0)=1}. Questa condizione, insieme a {\displaystyle f(x+y)=f(x)f(y)}, implicano facilmente entrambe le condizioni nella quarta caratterizzazione. Infatti, si ha la condizione iniziale {\displaystyle f(0)=1} dividendo entrambi membri dell'equazione
{\displaystyle f(0)=f(0+0)=f(0)f(0)}
per {\displaystyle f(0)}, e {\displaystyle f'(x)=f(x)} deriva da {\displaystyle f'(0)=1} e la definizione della derivata come segue:
{\displaystyle {\begin{aligned}f'(x)&=\lim _{h\to 0}{\frac {f(x+h)-f(x)}{h}}\\&=\lim _{h\to 0}{\frac {f(x)f(h)-f(x)}{h}}\\&=\lim _{h\to 0}f(x){\frac {f(h)-1}{h}}\\&=f(x)\lim _{h\to 0}{\frac {f(h)-1}{h}}\\&=f(x)\lim _{h\to 0}{\frac {f(0+h)-f(0)}{h}}\\&=f(x)f'(0)=f(x).\end{aligned}}}
6. Sia {\displaystyle e} l'unico numeri reale che soddisfa
{\displaystyle \lim _{h\to 0}{\frac {e^{h}-1}{h}}=1.}
Si può mostrare che questo limite esiste. Questa definizione è particolarmente adatta per calcolare la derivata della funzione esponenziale. Si definisce quindi {\displaystyle e^{x}} la funzione esponenziale con questa base.

## Estensione a domini più grandi
Un modo di descrivere la funzione esponenziale su domini più grandi dei numeri reali è di definirla prima in {\displaystyle \mathbb {(} R)} usando una delle precedenti caratterizzazioni e dopo estenderla in un modo che vada bene per ogni funzione analitica.
È possibile anche usare la caratterizzazione direttamente sul dominio più grande, sebbene potrebbero comparire alcuni problemi. (1), (2), e (4) hanno tutte senso per una arbitraria algebra di Banach. (3) presenta dei problema per i numeri complessi, perché ci sono percorsi d'integrazione che non sono equivalenti, e (5) non è sufficiente. Per esempio, la funzione {\displaystyle f} definita (per {\displaystyle x} e {\displaystyle y} reali) come
{\displaystyle f(x+iy)=e^{x}(\cos(2y)+i\sin(2y))=e^{x+2iy}}
soddisfa la condizione nella (5) senza essere la funzione esponenziale di {\displaystyle x+iy}. Per rendere (5) sufficiente per il dominio dei numeri complessi, si dovrebbe assumere che esista un punto in cui {\displaystyle f} sia una mappa conforme o altrimenti aggiungere la condizione
{\displaystyle f(i)=\cos(1)+i\sin(1).}
In particolare, la condizione alternativa nella (5) che {\displaystyle f'(0)=1} è sufficiente dal momento che implicitamente assume che {\displaystyle f} sia conforme.

## Dimostrazione che ogni caratterizzazione è ben definita
Qualcuna di queste definizioni richiedono delle giustificazioni per dimostrare che sono ben definite. Per esempio, quando il valore della funzione è definito come il risultato di un limite (di una successione o di una serie), si deve provare che tale limite esiste.

### Caratterizzazione 2
Poiché
{\displaystyle \lim _{n\to \infty }\left|{\frac {x^{n+1}/(n+1)!}{x^{n}/n!}}\right|=\lim _{n\to \infty }\left|{\frac {x}{n+1}}\right|=0<1.}
segue dal criterio del rapporto che {\displaystyle \sum _{n=0}^{\infty }{\frac {x^{n}}{n!}}} converge per ogni {\displaystyle x}.

### Caratterizzazione 3
Dal momento che l'integrando è una funzione integrabile di {\displaystyle t}, l'espressione è ben definita. Ora si deve mostrare che la funzione da {\displaystyle \mathbb {R} ^{+}} a {\displaystyle \mathbb {R} } definita come
{\displaystyle \int _{1}^{(\cdot )}{\frac {dt}{t}}}
è biettiva. Siccome {\displaystyle t^{-1}} è positivo per {\displaystyle t>0}, questa funzione è monotona crescente, quindi iniettiva. Se inoltre valgono i due integrali
{\displaystyle \int _{1}^{\infty }{\frac {dt}{t}}=+\infty ,\quad \int _{1}^{0}{\frac {dt}{t}}=-\infty ,}
allora è chiaramente anche suriettiva. Infatti, nel caso in esame questi integrali valgono nel nostro caso, come si deduce dal criterio dell'integrale e dalla divergenza della serie armonica.

## Equivalenza delle definizioni
Le seguenti dimostrazioni dimostrano l'equivalenza delle tre caratterizzazioni date precedentemente per {\displaystyle e}. La dimostrazione consiste di due parti. Prima, si stabilisce l'equivalenza delle definizioni 1 e 2 e successivamente l'equivalenza fra 1 e 3.

### Equivalenza delle definizioni 1 e 2
I seguenti ragionamenti sono adattati da una dimostrazione in Rudin, teorema 3.31, p. 63–-5.
Sia {\displaystyle x\geq 0} un fissato numero reale non negativo. Si definisce
{\displaystyle s_{n}=\sum _{k=0}^{n}{\frac {x^{k}}{k!}},\ t_{n}=\left(1+{\frac {x}{n}}\right)^{n}.}
Per il teorema binomiale,
{\displaystyle {\begin{aligned}t_{n}&=\sum _{k=0}^{n}{n \choose k}{\frac {x^{k}}{n^{k}}}=1+x+\sum _{k=2}^{n}{\frac {n(n-1)(n-2)\cdots (n-(k-1))x^{k}}{k!\,n^{k}}}\\[8pt]&=1+x+{\frac {x^{2}}{2!}}\left(1-{\frac {1}{n}}\right)+{\frac {x^{3}}{3!}}\left(1-{\frac {1}{n}}\right)\left(1-{\frac {2}{n}}\right)+\cdots +{\frac {x^{n}}{n!}}\left(1-{\frac {1}{n}}\right)\cdots \left(1-{\frac {n-1}{n}}\right)\leq s_{n}\end{aligned}}}
(usando {\displaystyle x\geq 0} per ottenere la disuguaglianza finale) in modo che
{\displaystyle \limsup _{n\to \infty }t_{n}\leq \limsup _{n\to \infty }s_{n}=e^{x},}
dove l'esponenziale {\displaystyle e^{x}} è definito con la seconda caratterizzazione. Si deve utilizzare il limite superiore perché non si sa ancora se realmente {\displaystyle t_{n}} converge. Ora, per l'altro verso della disuguaglianza, si nota che dall'espressione di prima con {\displaystyle t_{n}}, se {\displaystyle m\leq n}, si ottiene
{\displaystyle 1+x+{\frac {x^{2}}{2!}}\left(1-{\frac {1}{n}}\right)+\cdots +{\frac {x^{m}}{m!}}\left(1-{\frac {1}{n}}\right)\left(1-{\frac {2}{n}}\right)\cdots \left(1-{\frac {m-1}{n}}\right)\leq t_{n}.}
Fissato {\displaystyle m}, si manda {\displaystyle n} all'infinito e si ricava
{\displaystyle s_{m}=1+x+{\frac {x^{2}}{2!}}+\cdots +{\frac {x^{m}}{m!}}\leq \liminf _{n\to \infty }t_{n}}
(ancora, si deve usare il limite inferiore poiché non si conosce se il limite effettivamente esiste). Ora, presa la disuguaglianza appena ottenuta, si prende {\displaystyle m} tendente all'infinito e tenendo conto dell'altra si ha
{\displaystyle \limsup _{n\to \infty }t_{n}\leq e^{x}\leq \liminf _{n\to \infty }t_{n},}
cosicché
{\displaystyle \lim _{n\to \infty }t_{n}=e^{x}.}
Si può quindi estendere questa equivalenza ai numeri negativi notando che {\displaystyle \left(1-{\frac {r}{n}}\right)^{n}\left(1+{\frac {r}{n}}\right)^{n}=\left(1-{\frac {r^{2}}{n^{2}}}\right)^{n}} e prendendo il limite per {\displaystyle n} che tende all'infinito.
Il termine d'errore di questa limite è rappresentato da
{\displaystyle \left(1+{\frac {x}{n}}\right)^{n}=e^{x}\left(1-{\frac {x^{2}}{2n}}+{\frac {x^{3}(8+3x)}{24n^{2}}}+\cdots \right),}
dove il grado dei polinomi (in {\displaystyle x}) nel termine con denominatore {\displaystyle x^{k}} è {\displaystyle 2k}.

### Equivalenza delle definizioni 1 e 3
Si definisca la funzione logaritmo naturale in termini dell'integrale definito come sopra. Per il teorema fondamentale del calcolo integrale,
{\displaystyle {\frac {d}{dx}}\ln x={\frac {d}{dx}}\int _{1}^{x}{\frac {1}{t}}\,dt={\frac {1}{x}}.}
Inoltre, {\displaystyle \ln 1=\int _{1}^{1}{\frac {1}{t}}\,dt=0.}
Sia {\displaystyle x} un numero reale fissato, e sia
{\displaystyle y=\lim _{n\to \infty }\left(1+{\frac {x}{n}}\right)^{n}.}
Si mostrerà che {\displaystyle \ln(y)=x}, il quale implica che {\displaystyle y=e^{x}}, dove {\displaystyle e^{x}} è secondo la definizione 3. Si ha
{\displaystyle \ln y=\ln \lim _{n\to \infty }\left(1+{\frac {x}{n}}\right)^{n}=\lim _{n\to \infty }\ln \left(1+{\frac {x}{n}}\right)^{n}.}
Qui si è usata la continuità di {\displaystyle \ln(y)}, che segue dalla continuità di {\displaystyle 1/t}:
{\displaystyle \ln y=\lim _{n\to \infty }n\ln \left(1+{\frac {x}{n}}\right)=\lim _{n\to \infty }{\frac {x\ln \left(1+(x/n)\right)}{(x/n)}}.}
Qui invece si è usato il fatto che {\displaystyle \ln(a^{n})=n\ln(a)}, che può essere dimostrato tramite induzione matematica per i numeri naturali oppure usando l'integrazione per sostituzione. (L'estensione a potenze reali deve aspettare finché {\displaystyle \ln } e {\displaystyle \exp } sono definiti come uno l'inverso dell'altro, in modo che {\displaystyle a^{b}} possa essere espresso per {\displaystyle b} reale come {\displaystyle e^{b\ln(a)}}.)
{\displaystyle {\begin{aligned}\ln y&=x\cdot \lim _{h\to 0}{\frac {\ln \left(1+h\right)}{h}},\qquad {\text{dove }}h={\frac {x}{n}}\\&=x\cdot \lim _{h\to 0}{\frac {\ln \left(1+h\right)-\ln 1}{h}}=x\cdot {\frac {d}{dt}}\ln t{\Bigg |}_{t=1}=x.\end{aligned}}}

### Equivalenza della definizione 2 e 4
Sia {\displaystyle n} un numero intero non negativo. Per la definizione 4 e utilizzando l'induzione, {\displaystyle {\frac {d^{n}y}{dx^{n}}}=y}. 
Dunque {\displaystyle {\frac {d^{n}y}{dx^{n}}}{\Bigg |}_{x=0}=y(0)=1.}
Usando la serie di Taylor,
{\displaystyle y=\sum _{n=0}^{\infty }{\frac {f^{(n)}(0)}{n!}}x^{n}=\sum _{n=0}^{\infty }{\frac {1}{n!}}x^{n}=\sum _{n=0}^{\infty }{\frac {x^{n}}{n!}}.}
Questo mostra che la definizione 4 implica la 2.
Secondo la definizione 2,
{\displaystyle {\begin{aligned}{\frac {d}{dx}}e^{x}&={\frac {d}{dx}}\left(1+\sum _{n=1}^{\infty }{\frac {x^{n}}{n!}}\right)=\sum _{n=1}^{\infty }{\frac {nx^{n-1}}{n!}}=\sum _{n=1}^{\infty }{\frac {x^{n-1}}{(n-1)!}}\\[6pt]&=\sum _{k=0}^{\infty }{\frac {x^{k}}{k!}},\qquad {\text{dove }}k=n-1\\[6pt]&=e^{x}\end{aligned}}}
Inoltre, {\displaystyle e^{0}=1+0+{\frac {0^{2}}{2!}}+{\frac {0^{3}}{3!}}+\cdots =1.} Questo dimostra che la definizione 2 implica la 4, concludendo la dimostrazione.

### Equivalenza delle definizioni 1 e 5
La seguente dimostrazione è la versione semplificata di una in Hewitt e Stromberg, esercizio 18.46. Prima, si prova che la misurabilità (o l'integrabilità secondo Lebesgue) implica la continuità per una funzione {\displaystyle f(x)} non nulla che soddisfa {\displaystyle f(x+y)=f(x)f(y)}, e che la continuità implica {\displaystyle f(x)=e^{kx}} per qualche {\displaystyle k}, e alla fine da {\displaystyle f(1)=e} si ricava {\displaystyle k=1}.
Prima di tutto si dimostra un po' di proprietà elementari di {\displaystyle f(x)} con l'ipotesi che {\displaystyle f(x+y)=f(x)f(y)} e {\displaystyle f(x)} non è identicamente zero:
- Se {\displaystyle f(x)} è non nulla in un punto {\displaystyle y}, allora è non nulla ovunque.  Dimostrazione: {\displaystyle f(y)=f(x)f(y-x)\neq 0} implica {\displaystyle f(x)\neq 0}.
- {\displaystyle f(0)=1}.  Dimostrazione: {\displaystyle f(x)=f(x+0)=f(x)f(0)} e {\displaystyle f(x)} non è zero.
- {\displaystyle f(-x)=1/f(x)}. Dimostrazione: {\displaystyle 1=f(0)=f(x-x)=f(x)f(-x)}.
- Se {\displaystyle f(x)} è continua in un punto {\displaystyle y}, allora è continua ovunque.  Dimostrazione: {\displaystyle f(x+\delta )-f(x)=f(x-y)[f(y+\delta )-f(y)]\rightarrow 0} con {\displaystyle \delta \rightarrow 0} per la continuità in {\displaystyle y}.

La seconda e terza proprietà significano che è sufficiente di dimostrare che {\displaystyle f(x)=e^{x}} per {\displaystyle x} positivi.
Se {\displaystyle f(x)} è una funzione integrabile secondo Lebesgue, allora si può definire
{\displaystyle g(x)=\int _{0}^{x}f(x')\,dx'.}
Da ciò segue che
{\displaystyle g(x+y)-g(x)=\int _{x}^{x+y}f(x')\,dx'=\int _{0}^{y}f(x+x')\,dx'=f(x)g(y).}
Poiché {\displaystyle f(x)} è non nulla, si può scegliere qualche {\displaystyle y} tale che {\displaystyle g(y)\neq 0} per risolvere l'espressione precedente in {\displaystyle f(x)}. Pertanto:
{\displaystyle {\begin{aligned}f(x+\delta )-f(x)&={\frac {[g(x+\delta +y)-g(x+\delta )]-[g(x+y)-g(x)]}{g(y)}}\\&={\frac {[g(x+y+\delta )-g(x+y)]-[g(x+\delta )-g(x)]}{g(y)}}\\&={\frac {f(x+y)g(\delta )-f(x)g(\delta )}{g(y)}}=g(\delta ){\frac {f(x+y)-f(x)}{g(y)}}.\end{aligned}}}
L'espressione finale deve tendere a zero se {\displaystyle \delta \rightarrow 0}, dato che {\displaystyle g(0)=0} e {\displaystyle g(x)} è continua. Segue che {\displaystyle f(x)} è continua.
Si dimostra ora che {\displaystyle f(q)=e^{kq}}, per qualche {\displaystyle k}, per ogni numero razionale positivo {\displaystyle q}. Sia {\displaystyle q=n/m} per gli interi positivi {\displaystyle n} e {\displaystyle m}. Allora
{\displaystyle f\left({\frac {n}{m}}\right)=f\left({\frac {1}{m}}+\cdots +{\frac {1}{m}}\right)=f\left({\frac {1}{m}}\right)^{n}}
per induzione matematica su {\displaystyle n}. Dunque, {\displaystyle f(1/m)^{m}=f(1)} e quindi
{\displaystyle f\left({\frac {n}{m}}\right)=f(1)^{n/m}=e^{k(n/m)}.}
per {\displaystyle k=\ln[f(1)]}. Si noti che se ci si restringe alla funzione a valori reali {\displaystyle f(x)}, allora {\displaystyle f(x)=f(x/2)^{2}} è positiva ovunque e allora {\displaystyle k} è reale.
Infine, per continuità, dal momento che {\displaystyle f(x)=e^{kx}} per ogni {\displaystyle x} razionale, deve essere vero per ogni numero reale poiché la chiusura dei razionali sono i reali (cioè, si può scrivere ogni {\displaystyle x} reale come il limite di una successione di razionali). Se {\displaystyle f(1)=e} allora ne deriva che {\displaystyle k=1}. Questo è equivalente alla definizione 1 (o 2, o 3), a seconda di quale caratterizzazione si usa per e.

### Definizione 2 implica definizione 6
Secondo la definizione 2,
{\displaystyle \lim _{h\to 0}{\frac {e^{h}-1}{h}}=\lim _{h\to 0}{\frac {1}{h}}\left(\left(1+h+{\frac {h^{2}}{2!}}+{\frac {h^{3}}{3!}}+{\frac {h^{4}}{4!}}+\cdots \right)-1\right)=\lim _{h\to 0}\left(1+{\frac {h}{2!}}+{\frac {h^{2}}{3!}}+{\frac {h^{3}}{4!}}+\cdots \right)=1.}

### Definizione 6 implica definizione 4
Secondo la definizione 6,
{\displaystyle {\frac {d}{dx}}e^{x}=\lim _{h\to 0}{\frac {e^{x+h}-e^{x}}{h}}=e^{x}\cdot \lim _{h\to 0}{\frac {e^{h}-1}{h}}=e^{x}.}
Ma si ha inoltre {\displaystyle e^{0}=1}, dunque la definizione 6 implica la definizione 4.